# مجيدة بلقية
الأميرة حجة مجيدة نوريل بلقية (بالإنجليزية: Princess Hajah Majeedah Nuurul Bulqiah)‏ (وبلغة الملايو: Yang Teramat Mulia Paduka Seri Pengiran Anak Puteri Hajah Majeedah Nuurul Bulqiah) (من مواليد 16 مارس 1976) هي الابنة الرابعة لحسن البلقية، سلطان بروناي وزوجته صالحة ملكة بروناي (كلاهما أولاد عم).
حصلت الأميرة مجيدة على البكالوريوس (مع مرتبة الشرف) في الإدارة والسياسة العامة من جامعة بروناي دار السلام، ودرجة الماجستير في التنمية البيئية من كلية الملك في لندن.
تشغل الأميرة مجيدة حالياً منصب كبير مسؤولي البيئة ورئيس قسم التخطيط والإدارة في دائرة البيئة والحدائق والاستجمام، وهي وكالة تابعة لوزارة التنمية. تتمثل إحدى مهام قسم التخطيط والإدارة في تقييم تقرير تقييم الأثر البيئي الخاص بتطوير الموقع الصناعي لشركة سونجاي ليانج Sungai Liang. وقد أشرفت الأميرة مجيدة على العديد من المشاريع الناجحة بما في ذلك منتدى الشباب الآسيوي المعني بالبيئة، الذي عُقد في 8 يناير 2007.
بدأت مجيدة مسيرتها المهنية كمسؤولة عن الواجبات الخاصة في الوحدة البيئية، وهي جزء من وزارة التنمية المسؤولة عن شؤون السياسات والاستراتيجية البيئية في 11 فبراير 2002. ومن بين أعمالها المكتوبة: إرشادات الإدارة البيئية لنشاط المحجر. وورقة الموقف بشأن انضمام سلطنة بروناي إلى اتفاقية بازل للتحكم في التخلص من النفايات الخطرة والتخلص منها عبر الحدود.

## زواجها
تزوجت الأميرة مجيدة في 10 يونيو 2007 من خيرال خليل في مسجد السلطان عمر علي سيف الدين. أنجبت الأميرة طفلتهما الأولى، يانغ أمات موليا بنجاران عناق عبد الحفيظ بن بنغيران عناك خير الله خليل في الساعة 10:26 من يوم 18 مارس 2008، ثم أنجبت طفلتها الثانية ريحانة في 6 يناير 2010.

## أبناؤها
- يانج أمات موليا بنغيران عناق عبد الحفيظ (من مواليد 18 مارس 2008) (عمر 17 سنة).
- يانج أمات موليا بنغيران عناق ريحانة هناء - بلقية (من مواليد 6 يناير 2010) (عمر 15 سنة).

## الجوائز ومراتب الشرف
- جائزة العائلة المالكة من بروناي.

## روابط خارجية
- Brunei Princess Weds in Lavish Ceremony